# Olivier Sarony

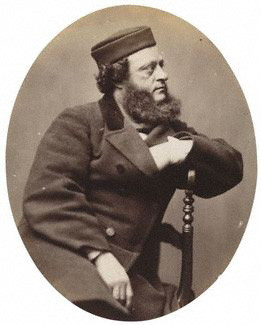
Selbstporträt

Olivier François Xavier Sarony (* 1820 in Québec; † 30. August 1879 in Scarborough) war ein Fotograf.

## Leben
Olivier Sarony wurde in Québec als Sohn eines aus Birmingham eingewanderten Lithographen geboren. 1843 zog er nach England, wo er seinen Vornamen in Oliver änderte. Er arbeitete zunächst ohne festes Studio als Daguerreotypist in Städten wie Bradford, Chesterfield, Mansfield, Huddersfield, Hull, Lincolnshire und Doncaster. 1854 ließ er sich für kurze Zeit in Wiesbach nieder, danach verbrachte er ein Jahr in Cambridge und ein weiteres in Norwich. 1857 ließ er sich in Scarborough nieder. Dort ließ er sich von den Architekten John und David Petch ein Studio bauen, das den anspruchsvollen Namen Gainsborough House führte und unter anderem eine lange Galerie besaß. Es war im Louis-quinze-Stil ausgestattet. Bis zu 110 Personen waren gleichzeitig in dem Studio beschäftigt. Saronys Studio galt als das größte Fotostudio Europas. Es ist nicht erhalten geblieben.
Für sein tapferes Verhalten während eines schweren Sturms in Scarborough am 2. November 1861 wurde Olivier Sarony mit der Silbermedaille der Royal National Lifeboat Institution for the Preservation of Life from Shipwreck ausgezeichnet.
Sarony verdiente sein Geld nicht nur mit oft vergrößerten und mit Ölfarben übermalten Aufnahmen adliger und berühmter Persönlichkeiten, sondern auch mit der Abbildung von Gemälden und nicht zuletzt mit technischen Innovationen. Unter anderem erfand er einen Kopfhalter. 1871 galt sein Fotostudio als das größte Europas.
In diesem Jahr gestaltete Olivier Sarony ein Bild, das später von T. Jonas Baker als Gemälde ausgeführt wurde. Es zeigte Edward, Prince of Wales, umgeben von Einwohnern der Stadt Scarborough auf der Promenade des Seebads. Die Plätze auf dem Bild verkaufte Sarony pro Stück für 100 Guineen. Das Bild hängt heute in der Stadthalle von Scarborough.
Olivier Sarony litt in seinen späteren Lebensjahren an Diabetes und starb schließlich, nachdem er auf der Straße zusammengebrochen war. Er wurde auf dem Friedhof von Scarborough bestattet.
Sein Geschäft bestand bis ins 20. Jahrhundert unter dem Namen Sarony & Co. weiter. Einige Zeit wurde es von Samuel Waind Fisher geführt, der Jennie Sarony, eine Tochter von Olivier Saronys jüngerem Bruder Napoleon, geheiratet hatte.
In der National Portrait Gallery (London) wurde 2010 die Ausstellung The Brothers Sarony gezeigt.